# 凯特琳·富德
凯特琳·杰德·富德（英語：Caitlin Jade Foord；1994年11月11日—），澳大利亚女子职业足球运动员，司职中场，目前效力于阿森纳女子足球俱乐部和澳大利亚国家女子足球队她曾代表澳大利亚参加2020年和2024年夏季奥林匹克运动会女子足球比赛等多场国际赛事。